# Răzvan Mustea-Șerban
Răzvan Mustea-Șerban (n. 8 septembrie 1978, Focșani) a fost Ministrul Comunicațiilor și al Societății Informaționale în guvernul Mihai Răzvan Ungureanu.

## Cariera politică
A fost ales ca deputat în 2008 în Colegiul Uninominal nr. 1, Focșani. Este membru al Comisiei pentru Învățământ, Știință, Tineret și Sport iar în 2011 a fost ales președinte al Organizației de Tineret PDL. Are 33 de luări de cuvânt la cele 33 de ședințe la care a participat, a făcut 31 de declarații politice și a depus până în prezent 25 de propuneri legislative.
În 4 iunie 2011 a fost numit președinte al Organizației de Tineret a PDL - OT-PDL.